# Paulos Abraham
Paulos Johannes Abraham (Solna, 16 luglio 2002) è un calciatore svedese, attaccante dell'Hammarby.

## Caratteristiche tecniche
È un'ala dotata di un'ottima progressione palla al piede.

## Carriera

### Club
Cresciuto nel settore giovanile del Brommapojkarna, l'8 febbraio 2020 sigla il suo primo contratto professionistico con il club, ed alcune settimane più tardi fa il suo esordio fra i professionisti scendendo in campo nell'incontro di Coppa di Svezia pareggiato 2-2 contro il GIF Sundsvall, dove realizza la prima rete del match.
Il 17 marzo seguente viene acquistato a titolo definitivo dall'AIK, con cui debutta il 14 giugno in occasione della prima giornata dell'Allsvenskan 2020 vinta 2-0 sul campo dell'Örebro, ritagliandosi fin da subito un posto da titolare. Undici giorni più tardi trova il primo gol con il suo nuovo club siglando la rete del momentaneo vantaggio nel quarto di finale di Coppa di Svezia perso 4-1 contro il Malmö FF. Nel corso dell'Allsvenskan 2020 disputa 26 partite, segnando 3 reti e fornendo 4 assist.
Il 1º febbraio 2021, durante il precampionato svedese, viene ceduto agli olandesi del Groningen. L'operazione, indicata dai media con un costo di circa due milioni di euro per il cartellino e considerata il quarto trasferimento più costoso nella storia del club olandese, prevede un prestito fino al 30 giugno successivo, seguito da un acquisto obbligatorio a titolo definitivo a partire dal 1º luglio, con un contratto per il giocatore valido fino al 2026. Termina la Eredivisie 2020-2021 con 13 presenze e una rete, quella siglata contro il Fortuna Sittard che a 18 anni e 227 giorni rende il giocatore svedese più giovane ad aver mai segnato in Eredivisie. A causa di un infortunio, Abraham salta gran parte della preparazione per la stagione 2021-2022, e quando torna disponibile fatica a trovare spazio da titolare. L'anno seguente, oltre a un minutaggio non sempre elevato, nel novembre 2022 è stato messo in congedo a causa delle minacce ricevute, scaturite dal fatto che il suo cane avrebbe morso a morte un chihuahua e terrorizzato diversi residenti della zona in cui abitava. Pochi mesi più tardi, nel febbraio 2023, dopo essere rientrato è stato operato al ginocchio a causa del persistere di alcuni problemi. La squadra biancoverde finisce poi per terminare quel campionato retrocedendo in seconda serie. Inizia al Groningen anche la stagione 2023-2024, ma dal mese di settembre non viene più utilizzato.
Il 21 marzo 2024, a pochi giorni dall'inizio del campionato svedese, Abraham diventa un giocatore dell'IFK Göteborg attraverso un prestito valido fino al successivo 31 dicembre. Il suo impatto è positivo, risultando il miglior marcatore della squadra con 7 reti in 22 presenze. Le sue prestazioni contribuiscono al raggiungimento della salvezza diretta, ottenuta dai biancoblù soltanto all'ultima giornata per un soffio.
Terminato il prestito all'IFK Göteborg, Abraham rimane in Svezia visto che nel gennaio 2025 il Groningen lo cede a titolo definitivo all'Hammarby, squadra rivale dell'AIK al punto da procurargli minacce dai suoi vecchi tifosi.

### Nazionale
Ha giocato nelle nazionali giovanili svedesi Under-17, Under-19 e Under-21.

## Statistiche
Statistiche aggiornate al 1º gennaio 2021.

### Presenze e reti nei club
| Stagione        | Squadra         | Campionato      | Campionato | Campionato | Coppe nazionali | Coppe nazionali | Coppe nazionali | Coppe continentali | Coppe continentali | Coppe continentali | Altre coppe | Altre coppe | Altre coppe | Totale | Totale | Totale |
| Stagione        | Squadra         | Comp            | Pres       | Reti       | Comp            | Pres            | Reti            | Comp               | Pres               | Reti               | Comp        | Pres        | Reti        | Pres   | Reti   |        |
| --------------- | --------------- | --------------- | ---------- | ---------- | --------------- | --------------- | --------------- | ------------------ | ------------------ | ------------------ | ----------- | ----------- | ----------- | ------ | ------ | ------ |
| 2020            | Brommapojkarna  | D1              | 0          | 0          | CS              | 3               | 1               |                    | -                  | -                  |             | -           | -           | 3      | 1      |        |
| 2020            | AIK             | A               | 26         | 3          | CS + CS         | 2               | 2               |                    | -                  | -                  |             | -           | -           | 28     | 5      |        |
| Totale carriera | Totale carriera | Totale carriera | 26         | 3          |                 | 5               | 3               |                    | -                  | -                  |             | -           | -           | 31     | 6      |        |